# Rudolf Arnheim
Rudolf Arnheim (født 15. juli 1904, død 9. juni 2007) var en tysk-amerikansk forfatter, kunst– og filmteoretiker samt perceptionspsykolog.

## Hovedværker
Rudolf Arnheim er blandt andet forfatter til pionerværket Film als Kunst (1932), der fik afgørende betydning for opfattelsen af filmens æstetik. Arnheim tog udgangspunkt i gestaltpsykologien og opstillede på basis af denne en formalistisk filmteori, der så filmens kunstneriske kvaliteter i forlængelse af de muligheder mediet giver for at afbilde på måder der afviger fra menneskets "naturlige" perception af omverdenen.
Rudolf Arnheim har endvidere skrevet værker om radio (Radio, 1936) og om kunstopfattelse (Art and Visual Perception, 1954), der analyserer balance, bevægelse, form, rum, farve m.m.

## Udgivelser
- 1928: Experimentell-psychologische Untersuchungen zum Ausdrucksproblem. Psychologische Forschung, 11, 2-132.
- 1932: Film als Kunst. Berlin: Ernst Rowohlt. Neuausgaben: 1974, 1979, 2002. ISBN 978-0-520-24837-3.
- 1943: Gestalt and art. Journal of Aesthetics and Art Criticism, 2, 71-5.
- 1949/1966: Toward a Psychology of Art. Berkeley and Los Angeles: University of California Press. ISBN 978-0-520-02161-7.
- 1954/1974: Art and Visual Perception: A Psychology of the Creative Eye. Berkeley and Los Angeles: University of California Press. ISBN 978-0-520-24383-5.
- 1962/1974: Picasso's Guernica. Berkeley: University of California Press. ISBN 978-0-520-25007-9.
- 1969: Visual Thinking. Berkeley: University of California Press. ISBN 978-0-520-24226-5.
- 1971: Entropy and Art. Berkeley: University of California Press. ISBN 978-0-520-02617-9.
- 1972/1996: Anschauliches Denken. Zur Einheit von Bild und Begriff. Erstausgabe 1972, nun Köln: DuMont Taschenbuch 1996.
- 1977: The Dynamics of Architectural Form. Berkeley and Los Angeles: University of California Press. ISBN 978-0-520-03551-5.
- 1977: Kritiken und Aufsätze zum Film. (Hrsg.: Helmut H. Diederichs) München: Hanser.
- 1979: Radio als Hörkunst. München: Hanser. Neuausgabe: 2001 (Suhrkamp). ISBN 978-0-405-03570-8
- 1982/88: The Power of the Center: A Study of Composition in the Visual Arts. Berkeley: University of California Press. ISBN 978-0-520-06242-9.
- 1986: New Essays on the Psychology of Art. Berkeley: University of California Press. ISBN 978-0-520-05554-4.
- 1989: Parables of Sun Light: Observations on Psychology, the Arts, and the Rest. Berkeley: University of California Press. ISBN 978-0-520-06536-9.
- 1990: Thoughts on Art Education. Los Angeles: Getty Center for Education. ISBN 978-0-89236-163-2.
- 1992: To the Rescue of Art. Berkeley: University of California Press. ISBN 978-0-520-07459-0.
- 1996: The Split and the Structure. Berkeley: University of California Press. ISBN 978-0-520-20478-2.
- 1997: Film Essays and Criticism. University of Wisconsin Press. ISBN 978-0-299-15264-2.
- 2004: Die Seele in der Silberschicht. (Hrsg.: Helmut H. Diederichs) Frankfurt am Main: Suhrkamp.